# ازدواجية لغوية
الازدواجية اللغوية
تعتبر الازدواجية اللغوية نمط من أنماط التعليم والتي يتعلم الطلاب من خلالها المهارات الأساسية كالقراءة والكتابة (محو الأمية- المتأخرين بالتعليم) والمحتوى بلغتين، حيث أن معظم البرامج التي تُدّرس في الولايات المتحدة باللغة الإنجليزية والإسبانية. لكن هناك برامج عدة تستخدم لغة شريكة غير اللغة الإسبانية مثل، اللغة العربية أو الصينية أو الفرنسية أو هاوي أو اليابانية أو الكورية. في حين تستعمل الازدواجية اللغوية اللغة الشريكة في مدة لا تقل عن نصف اليوم التعليمي في المرحلة الابتدائية.
فقد تبدأ البرامج اللغوية من مرحلة رياض الأطفال وتمتد إلى خمس سنوات على الأقل إلا أن معظمها تستمر لغاية المرحلة المتوسطة وحتى الثانوية. إن هذه البرامج تستهدف الازدواجية اللغوية؛ القدرة على التحدث بطلاقة في كلا اللغتين، والمهارات المعرفية؛ القدرة على القراءة والكتابة في كلا اللغتين، إلا أن التحصيل الأكاديمي والمهارة الثقافية متساوية لحد ما للطلاب ثنائيي وغير ثنائيي اللغة. وتتركز مراكز برامج الازدواجية اللغوية في المدارس الحكومية المجاورة لكن بالتأكيد قد تتوفر في المدارس الخاصة أيضا.

## التاريخ
تعد الولايات المتحدة من أوائل الدول التي قدمت برامج للازدواجية اللغوية بالتعاون مع السياسيين المحليين وأعضاء المجتمع، وأول مدرسة أعدتها مدرسة (كورال واي) الابتدائية في فلوريدا عام 1963. وقد بدأ البرنامج من قبل مواطنين كوبان يبحثون عن اللجوء في فلوريدا من نظام كاسترو ويعتقدون أن أطفالهم من الممكن أن يعودوا إلى مدارس كوبان، وتشكلت مدرسة أخرى في ماستشوستس نفس ذلك الوقت تُدرّس لغتين على حدة وهما الفرنسية والإنجليزية.
أدت استمرارية العملية التعليمية للتعلم ثنائي اللغة لمواجهة الطلاب ذو المعرفة المحدودة باللغة الإنجليزية والذين يحتاجون وبشدة لدعم تعليمي من أجل تحقيق المكاسب الأكاديمية والتي بدورها أن تقدم موارد مالية فيدرالية للغة الأساسية في أماكن التعليم المحلي. حيث أصدر لو ڤي نيتشولز في عام 1974 قرارًا من شأنه تأكيد الحقوق الطلابية للفرص الدراسية من خلال تقديم خدمات تعليمية ملائمة ومناسبة (كالديرون عام 2000). ويتسنى على كل من هو مسؤول إجراء الإصدارات وتطبيق برامج مناسبة لاحتياجات الطلاب للأقلية اللغوية.
تعد البرامج المُعدّة للازدواجية اللغوية محدودة للغاية ومنخفضة نسبيًا طوال منتصف الثمانينات لكن مؤخرا أعُطيت المزيد من الاهتمام بسبب الحاجة إلى تقديم تحديات وتعليمات لمتعلمي اللغة الإنجليزية التي نتج عن إثرها تطور ونمو مستدام في عدد من البرامج. فمثلا في عام 2002 اعتبر تطبيق اكتساب اللغة الإنجليزية والتحسن اللغوي والتحصيل الاكاديمي أمرًا أساسيًا للمدراس التي تحمل أعداداً كبيرة من الطلاب ذو الأقلية اللغوية، في حين تقديم التعليمات يسهل لديهم الاكتساب اللغوي للإنجليزية وأداء معايير الاختبارات بفعالية عالية. وفي آننا هذا فهناك 398 من البرامج الثنائية المتمركزة في 30 منطقة وعدد من الأماكن في كولومبيا. وازدادت البرامج في العقد الأخير ازدياداً ملحوظاً على الرغم من الجهود المبذولة في عدة مناطق ومنها أرزونا وكالفورنيا للتصدي على البرامج الدراسية الثنائية لصالح اللغة الإنجليزية مع مواصلة المسألتين رقم 203 و227 بالتتابع. وحسب التقديرات فإن %94 من البرامج الثانية تسير على اللغتين الإنجليزية والإسبانية، والمتبقي %6 من البرامج الثنائية التي أساسها الإنجليزية وإلى جانبها اللغة الصينية أو النافجوية واليابانية والكورية.

## التغيرات التي حدثت نتيجة حيز التنفيذ
واحدة من أبرز التغيرات التي ظهرت في البرنامج الثنائي منذ ظهوره ألا وهي تحويله من أن يبقى متمركزا على مساعدة متعلمي اللغة الإنجليزية لتطوير الطلاقة اللغوية، والمعرفة الثنائية، والثنائية اللغوية، والثقافة الثنائية لجميع الطلاب المشاركين. وعلى الرغم من أنه عند شروع التعلم الثنائي جلٌ تركيزه على دعم متعلمين اللغة الإنجليزية أثناء رحلة تطويرهم واكتسابهم للمهارات الإنجليزية، ارتفع الاحتياج لتطوير الازدواجية اللغوية في العالم أجمع مما جعله مهمًا لأولياء أمور الأطفال الذين لغتهم الأم اللغة الإنجليزية. تٌقدم برامج تعليم اللغة الأجنبية إلى من هم لغتهم الأم الإنجليزية ومن المحتمل تعرضهم للغة ثانية بسهولة، لكن التعميد الثنائي قد يساعد الطلاب في تحقيق الكفاءة والطلاقة القريبة من اللغة الثانية. فمثل هذه البرامج ليست محصورة على متعلمي اللغة الإنجليزية فقط بل أيضا من أهدافها تطوير كفاءة اللغة الثانية لمن هم لغتهم الأم الإنجليزية، وفي الواقع لأن التعميد الثنائي يتطلب أعداداً متساوية من متحدثي اللغة الإنجليزية والإسبانية ويؤدي انحسار أعدادهم إلى عدم تطبيق أمثال هذه البرامج، ويعني ذلك أن متحدثي اللغة الإسبانية قد لا يكون لديهم فرصة للالتحاق بجزء من برامج التعميد الثنائي.

## الأنواع
هناك أربعة برامج لغوية مزدوجة رئيسية تختلف بحسب المجتمع السكاني ومنها ما يلي: 1.الالتحاق ببرامج ثنائية اللغة تنموية وتطويرية لطلاب متحدثين اللغة الأصل للغة الشريكة.
```
2.الالتحاق ببرامج التعميد الثنائي المتوازن لمن هم لغتهم الأصل الإنجليزية ولغة أصلية شريكة أخرى.
```

3.الالتحاق بالتعميد اللغوي الأجنبي أو الانغماس الأحادي المخصص لمن هم لغتهم الأم الإنجليزية.
4.الالتحاق ببرامج لغوية تاريخية مخصصة للطلاب المتمكنين من الإنجليزية لكن آبائهم وأجدادهم أو أسلافهم يتحدثون لغة شريكة.
يستعمل غالبا مصطلح«الازدواجية اللغوية» و«التعميد الثنائي» استعمالا متبادلا، وتتضمن الاختلافات في الازدواجية اللغوية الانطباع اللغوي الثنائي أو الانطباع الثنائي أو الالتحاق الثنائي. بالإضافة إلى أن مصطلح«التعليم الثنائي» بدأ يتلاشى من بين متدربين اللغة الثنائية لكن مازال يستعمل للإشارة على أي برنامج يستعمل لغتين في المرحلة التعليمية. حيث أن برامج ازدواجية اللغة تختلف عن البرامج الثنائية الانتقالية والتي هدفها الأساسي إبعاد الطلاب عن لغتهم الأصل خلال فترة وجيزة وعادة تكون في غصون ثلاث سنوات، يشار إلى ذلك «بالثنائية الاختزالية» في حين أن اللغة الأولى بدأت تتلاشى على الرغم من أن اللغة الإنجليزية مطلوبة. وتعد برامج ثنائية اللغة على أساس تٌنمي «الثنائية الإضافية» بالنسبة للطلاب وتعمل على تطوير اللغة الأم إلى جانب اللغة الثانية المٌراد تعلمها. وثمة برامج أخرى لا تحتسب من ضمن برامج ازدواجية اللغة ألا وهي برنامج تعليم اللغة الأجنبية والتي يتلقى فيها الطلاب أقل من نصف يوم في دراسة اللغة الشريكة وتكون دراستهم من ناحية الفن اللغوي والأدبي وتتعارض دراستهم مع مجالات عدة ومنها: علم الرياضيات والعلوم والدراسات الاجتماعية.

## الاختلافات
ومن جانب أخر فهناك فرقان رئيسيان على الوقت المبذول في اللغة الشريكة والانقسامات اللغوية. -كمية الوقت المبذول في اللغة الشريكة
- -بداية التعميد الشامل أو 90/10 من البرامج التي تدرس اللغة الشريكة فإن %90 من الوقت المخصص للصفوف الأولية (عادة مرحلة رياض الأطفال والمراحل الأولية) و %10 من الوقت مخصص للغة الإنجليزية حيث يقومون بضبط النسبة كل سنة حتى تتوصل اللغة الشريكة %50 من الوقت المبذول و %50 للغة الإنجليزية في المرحلة الثالثة أو الرابعة (وقد تتأخر إذا امتد البرنامج للمرحلة الثامنة أو أكثر). من ناحية أخرى فبرامج 50/50 تقوم على أساس دراسة %50 من اليوم المخصص للإنجليزية والنصف الآخر للغة الشريكة في جميع المراحل.
- - تدرس برامج التعميد الجزئي أقل من %50 من الوقت ومحور تركيزها يكون غالبا في جوانب المحتوى والفنون اللغوية والرياضيات أو العلوم.

لن تظهر أبحاث تشير إلى أن هناك طريقة مفضلة على الأخرى لكن أشارت بعض من الدراسات إلى أن عند قضاء وقت أكثر في تعلم اللغة الشريكة فإن ذلك يقوي مهاراتهم في تلك اللغة وأن طلاب الأقلية اللغوية في الولايات المتحدة والتي لغتهم الأم ليست الإنجليزية يكون أداءهم أفضل من الناحية الأكاديمية في حال تطور لغتهم الأصل ودعمها (توماس وكولير من عام 1997 إلى 2002).
```
تتضمن بعض المدارس مثل مدرسة اريزونا للإعدادية اللغوية في فونيكس ومدرسة اليشا الابتدائية في إل باسو على ثلاث لغات لمدة يوم كامل أو جزء من اليوم في جميع المراحل، تقدم مدرسة اريزونا للإعدادية اللغوية يومان يشملان تعليم اللغة الصينية ويومان للغة الإسبانية ويوم واحد للغة الإنجليزية وتعد أول دولة أرسلت وفد للسفراء عن طريق فونيكس إلى تشينغدو، وبرامج السفير اليافع التي انتهت رحلتها في المرحلة الثانوية. بالإضافة إلى ذلك بدأت برامج التعميد الشامل (10/90) بتعليم القراءة والكتابة لطلاب مراحل رياض الأطفال والمرحلة الأولية في اللغة الشريكة وإقامة تعليم رسمي لمهارتي القراءة والكتابة باللغة الإنجليزية في الصفوف الثانية والثالثة. لم يعد هناك أي حاجة لإعادة التعليم مجددا على كيفية القراءة في الإنجليزية بما أن المعلمين قاموا بمساعدتهم في نقل مهاراتهم من لغة لأخرى.
```

ومن استراتيجيات برامج 10/90 فصل الطلاب عن اللغة الأصلية وتقديم تعليمات أساسية عن معرفة القراءة والكتابة في اللغة الأصلية وإضافة مهارتي القراءة والكتابة للغة الثانية في كلا المرحلتين الثانية أو الثالثة. وفي برامج التعميد الجزئي 50/50 تعليم مهارتي القراءة والكتابة أما في آن واحد لجميع الطلاب أو فصل الطلاب عن اللغة الأم من أجل أن يكتسبوا المهارات الأساسية للغتهم الأم، حيث تدمج برامج ثنائية اللغة الطلاب في المدارس المتوسطة والثانوية من عدة مدارس ابتدائية ثنائية اللغة وتتوفر كبرامج في مدارس رئيسية. غالبا ما تتاح الفرصة للطلاب للالتحاق بفنون اللغة ومحتوى واحد في اللغة الشريكة على الأقل والعديد منها تعمل على تجهيز الطلاب للالتحاق باختبارات تحديد المستوى المتقدم.

## تقسيم اللغات
-العمل على تجزئة اللغات من خلال وضع جدول شامل لبرامج ازدواجية اللغة مما يجعل الطلاب يتحدثون لغة واحدة ويدرسونها في آنٍ واحد في حين أن الأوقات المخصصة لكل لغة معروفة تماما. وهناك اختلافات متباينة في التخصصات فبعض البرامج تستبدل اللغة باليوم أو الأسبوع أو عدة أسابيع، وفي مدارس أخرى يتحدث الطلاب لغة واحدة في الفترة الصباحية بينما في الفترة المسائية اللغة الشريكة الثانية وعند تنسيق كمية المدة سواء كانت أسبوع أو اسبوعان أو أكثر فالفترتان الصباحية والمسائية محددة للغات وبإمكان الشخص اختيار الفترة المناسبة لكل لغة. بالإضافة إلى أن هناك اختلافات أخرى تتضمن برامج في مجالات محددة ومُدرسة في لغة بحكم توافر المصادر المطلوبة، أثناء البرامج أو المدرسة التي اتُيحت اللغات من ضمن خطتها فقد تختلف من ناحية وضع الخطة والجدول حسب المراحل الدراسية كما هو الحال في مدرسة اسميتد لازدواجية اللغة في مدينة نيويورك والتي يتبادل الطلاب فيها اللغات حسب تقدمهم في المراحل الدراسية واكتسابهم لمهارات لغوية جديرة بكلا اللغتين.
-تقسيم اللغة من قبل المحاضر: من الممكن أن تستعمل برامج ازدواجية اللغة الاكتفاء بالذات أو النموذج الجانبي، يكون في برامج الاكتفاء بالذات معلم واحد فقط لمجموعة واحدة من الطلاب في الصف الدراسي ينتقل المعلم من لغة واحدة لأخرى مع الطلاب. إلى جانب البرامج الجانبية فيكون هناك صفين دراسيين أو أكثر لكل مرحلة دراسية ومعلم واحد كفيل بأن يدرس اللغة الثانية الشريكة والمعلمين الأخرين يقومون بتدريس اللغة الأساسية (اللغة الإنجليزية في الولايات المتحدة). حيث قسمت المراحل لمجموعتين من الطلاب وهذه الطريقة تساعد المعلمين في إتباع جدول موضح لكافة التفاصيل سواء يوميا أو أسبوعيا، وفي الختام فإن بعض المدارس تضيف ميزة الشرح الجماعي فقد يشرحون معلمان أو أكثر في نفس الصف الدراسي ذاته ويستعمل المعلمين لغة واحدة ومجموعة شاملة أو مجموعة صغيرة ونشاطات مستقلة يسهلها أصحاب الاختصاص.

## التوجيهات

### تختلف برامج ازدواجية اللغة من ناحية الأشكال التعليمية المقدمة لكنها عموما تٌطبق وتحمل العديد من المميزات ومنها ما يلي:
-الفنون اللغوية التعليمية في كلا برامج اللغات.
```
-تعليمات بشأن مهارات القراءة والكتابة المعرفية مثل: الصوتيات والطلاقة إلى جانب الفرص المتاحة للقراءة حول الأدب في كلا اللغتين.
```

-استراتيجيات التعليم المحدود في كلا اللغتين.
-القدرة على الإلمام بالنقاط المستهدفة وإعادة التقييم والهيكلة مرارا وتكرار بناء على المهارات المختلفة ونقاط الضعف والقوة.
-الانفصال اللغوي والتي يتحدث المعلم فيها لغة واحدة فقط في الوقت ذاته دون الرجوع للترجمة لكن مسموح للطلاب استخدام مصادر للغة الأصلية مثل النظائر والمعاجم الثنائية.
-اتاحة وقت كاف ليتفاعل الطلاب فيما بينهم (مثل استعمال إستراتيجية التعليم التعاوني)، والسماح للطلاب بأن يمارسوا مهارات اللغة التي يتعلمونها مع نظائرهم.
يدمج المعلمين ممارسات مختلفة تجب توافرها في كل صف دراسي حسب مهارات الطلاب المتعددة لغويا:
-العمل على شرح محتويات تجذب طلاب ثنائيين اللغة وتشجعهم
-التوصل إلى التوقعات الفعالة التي تلبي احتياجات الطلاب واحترامهم والاهتمام بشؤونهم
-إدراك أدوار اللغة والعرق والثقافة والجنس في التعليم
- إشراك الآباء والمجتمع مع أطفالهم في أماكن التعليم
-الإلمام بشان استراتيجيات التطوير لتعليم الطلاب ثنائيين اللغة وللتواصل مع عائلتهم تواصلا فعالا
-السعي والاحتفاظ بالتطوير المهني الضروري لإنشاء هذه السلوكيات وأساسيات المعرفة والمهارات التعليمية المحددة (قريس،2005)
. ومن خلال التخطيط المدروس فعلى معلمين ثنائية اللغة إنشاء دروس تتناسب مع ما يلي:
-ان تكون مشتملة وكافية حتى في أدق التفاصيل
-متركزة أساسًا على المتعلم
-مٌحملة بالمعاني والأهداف للطلاب وربطها مع الواقع الحالي
-دمج مجموعة من الطلاب لممارسة التفاعل الاجتماعي
-تطوير كلا اللغتين المكتوبة والمنطوقة
-تعامل مع الطلاب بإحسان لزيادة امكانياتهم (فريمان وفريدم، 1994)
وتتضمن النصائح المهمة الأخرى للمتعلمين الذين يدرسون طلاب متعددي اللغات أو ثنائيين اللغة؛ تنظيم وترتيب المحتوى المتضمن في الموضوع، أو تقديم خيارات أخرى للطلاب، أو ابتداء العملية التعليمية بوضع أسئلة للطلاب وتوجيه الطلاب للكتب والمجلات المهنية المنشورة والأدب الذي ألفه الطالبان (فريمان وفريدوم، 1994).

## فعالية البرامج
أشير لبرامج التعميد الثنائي على أنها من البرامج الفعالة التي تساهم في تحقيق النجاح الاكاديمي على المدى البعيد (هاورد،2003، ص 24)؛ فالتخطيط والتطبيق الفعال يعتبر من الأمور الحاسمة لنجاح برامج التعميد الثنائية بالإضافة إلى توفير الدعم من قبل الإداريين وإتاحة المصادر عالية الجودة، فالبرامج المطبقة تطبيقا جيدا من ضمنها برامج تعليم اللغة الإنجليزية والتي حققت نجاحًا اكاديميًا رفيع المستوى أكثر من نظائرهم في برامج ثنائية اللغة الأخرى (دورنر 2011). ويرتبط التطبيق الفعال في المدة المحددة للبرنامج من أجل تحقيق تحصيل اكاديمي نافع، حيث يجب على الطلاب التسجيل والالتحاق ببرامج التعميد الثنائي في غصون أربع إلى سبع سنوات (هورد،2003، ص24). إلا أن الطلاب المشاركين في برامج التعميد الثنائي الذي مدته تتراوح ما بين 4-7 سنوات يظهرون أداءهم الأكاديمي الرفيع أكثر من نظائرهم في برامج التعميد الإنجليزية، في حين أن الطلاب الذين لديهم معرفة ضئيلة أو لم يتلقوا أي تعليم أطلاقا من لغتهم الأم أثناء المرحلة الابتدائية يواجهون مشاكل في محاولة اكتساب أداء عالي المستوى في اللغة المستهدفة (كووب،2006).
إن المتحدثين الأصليين للغة الإنجليزية ومتعلمين اللغة الإنجليزية مستفيدون من الثمار التي حصدوها خلال دراسة التعميد الثنائي، يمكن أن يساعد الاستعمال المجاور للأقلية اللغوية في برامج التعميد الثنائي الأطفال في نقل مهاراتهم من اللغة الثانية إلى اللغة الأساسية وما ينطبق على الأول ينطبق على الآخر (سكانلان،2009). تظهر البحوث مقارنات في التحصيل الاكاديمي بين المتحدثين الأصليين للغة الإنجليزية والمتحدثين الأصليين للغة الإسبانية حيث وضحت بأن كلا المجموعتان حققت نمو وازدهار في لغتهم الأم واللغة الثانية لكن يبدو أن متحدثين الإنجليزية أكثر كفاءة في لغتهم الأم بينما متحدثين الإسبانية قادرين على تحقيق نمط متوازن من الثنائية اللغوية وهذا يعكس كفاءتهم وقدرتهم في التواصل المنطوق أو المكتوب في لغتهم الأم ولغتهم الثانية (هاورد،2003).
الدليل القطعي على فعالية برامج التعميد الثنائي في أنها تتضمن اللغات الأقل شيوعا والاحتفاظ بها أيضا، وتؤكد دراسة استدامت لمدة ثمانية سنوات عن برامج ثنائية اللغة في مدرسة «روف روك» في شمال اريزونا بأن الطلاب الذين تلقوا التعليم عند لغتهم الأم اللغة المستهدفة يحققون نجاحات عديدة في إطار المدرسة أكثر من نظائرهم في البرامج المحصورة على اللغة الإنجليزية (ماك كارتي،2000). وبرز هؤلاء الطلاب تمكنهم وتقدمهم في كلا اللغتين من ناحية القدرات الكتابية سواء بالاختبارات المحلية أو الدولية.
إلى جانب كمية فعالية الاختبارات فإن الأبحاث تظهر أدلة أخرى بشأن نموذج التعميد الثنائي والتي تنشأ عنها وسائل تواصل أكثر في المدارس الحكومية بين الآباء ومقدمو الرعاية منذ أن اجتمع متحدثون الأقلية اللغوية معا من أجل تطوير مهارات محو الأمية في كلا اللغتين وتعزيز علاقات التدخل الثقافي في جميع الثقافات (سكانلان،2009). ومازالت الدراسات مستمرة للاستطلاع مما أشارت ألية أن طلاب المرحلة الثانوية الذين يحضرون إلى المدرسة من أجل الالتحاق ببرامج ثنائية اللغة يكون لديهم تحفيز وشغف عالي لاكتساب مرحلة من التعليم العالي المستوى (كووب،2006).
قد تكون برامج التعميد للازدواجية اللغوية غير كفء في مجال تعليم الطلاب ذو الأقلية اللغوية، مما أدى إلى تصاعد المشاكل المثارة حول الجودة التعليمية في الأقلية اللغوية وأثار العلاقات بين المجموعات ومدى تناسق برامج الازدواجية اللغوية في العلاقة بين اللغة وقدرة الأطفال والمجتمع (فاليدس،1997).
على الرغم من أن هذه الأمثلة أكدت فعالية نموذج التعميد الثنائي إلا أن هذه البرامج تعد طوعية في معظم الأحيان وتشير للصعوبة الكامنة في إحداث مقارنة أثناء تقديم البرامج. قد ينسب النجاح الاكاديمي والثنائية اللغوية إلى جودة برامج التعميد الثنائي، لكن قد تنسب كذلك العوامل الخارجية مثل الصفات المرتبطة بالطلاب والحالات الاجتماعية والاقتصادية (هاوردن2003، ص12). ومن منظور السياسة غالبا ما تستعمل معايير درجات الاختبارات لتحديد فعالية البرنامج، قد تؤثر بقية العناصر على النجاح الأكاديمي الذي أحرزه العديد من الطلاب في برنامج التعميد الثنائي.(هاورد،2003، ص 23).